# Àngel Ferrant Vázquez

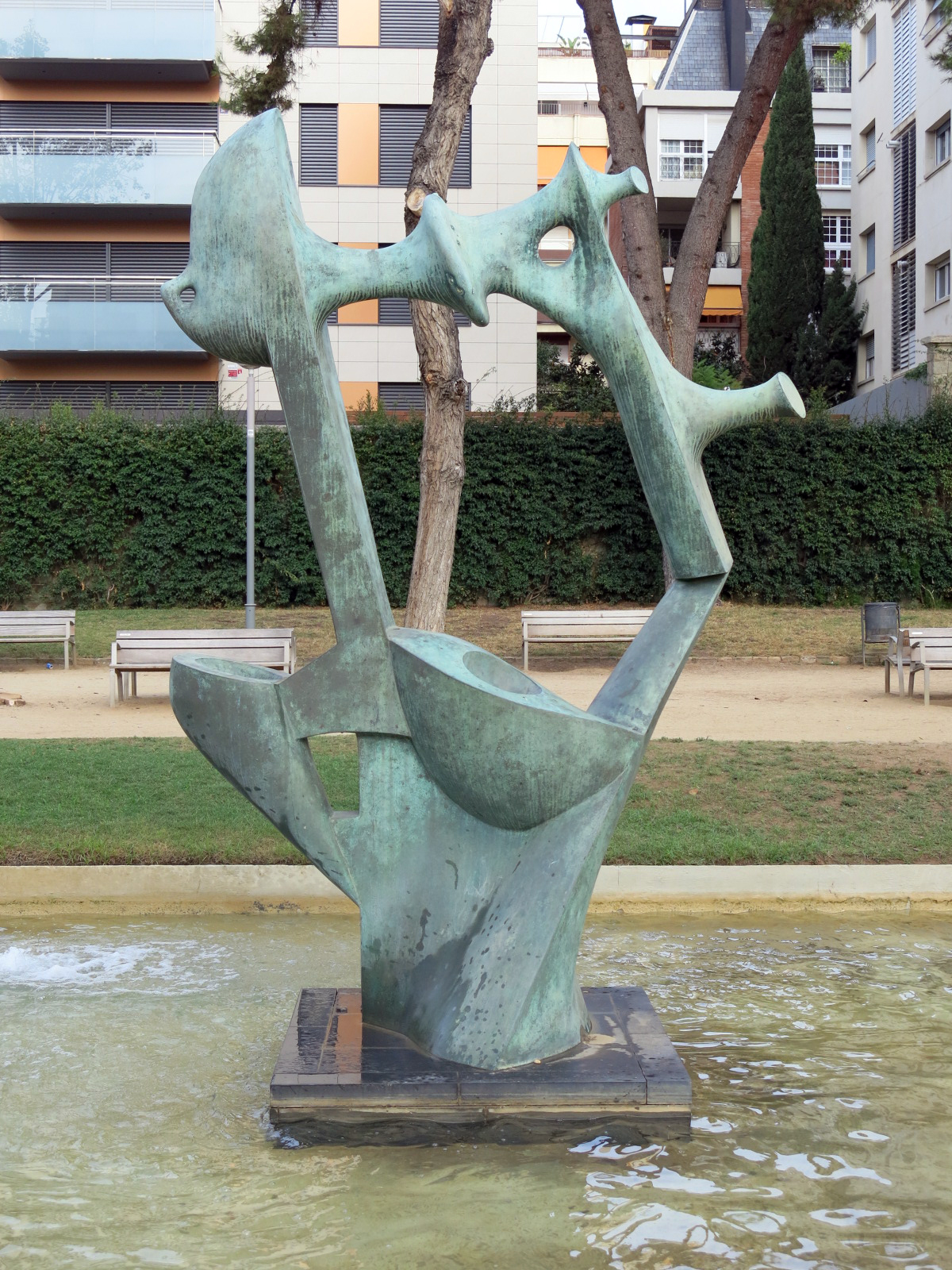
Enginyeria tèxtil (1961), a la plaça Ferran Casablancas, La Bonanova, Barcelona

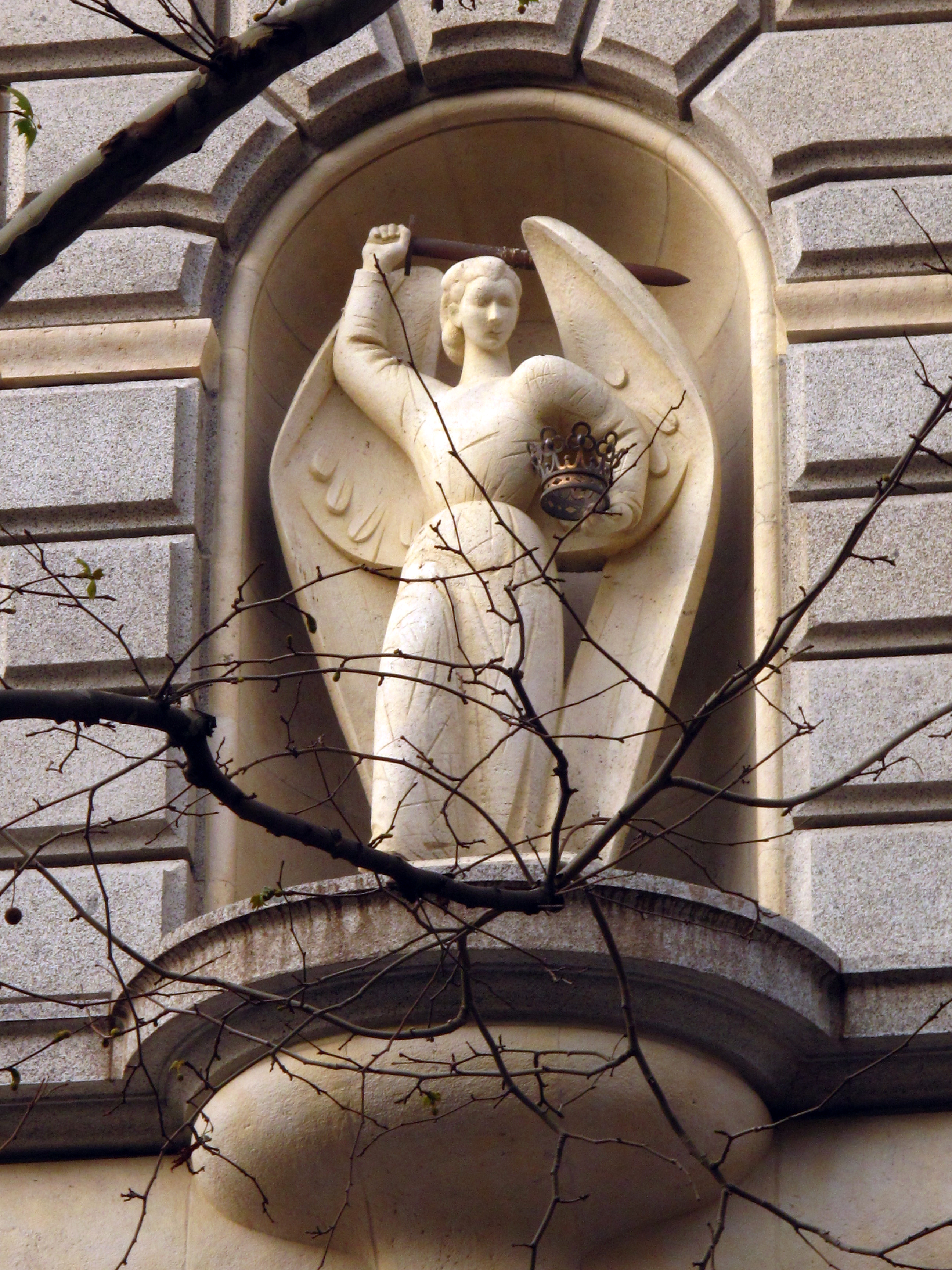
Àngel, una obra encara figurativa a l'Edifici del Banc d'Espanya (Barcelona)

Àngel Ferrant Vázquez   (Madrid, 1 de desembre de 1890 - Alacant, 23 de juliol de 1961) fou un escultor espanyol, un dels més importants de l'avantguarda, iniciador de l'escultura cinètica i surrealista.

## Biografia
Era fill del també pintor Alejandro Ferrant y Fischermans. Estudià a l'Escuela de Artes y Oficios de Madrid, a la Reial Acadèmia de Belles Arts de Sant Ferran i al taller d'Aniceto Marinas. Va ampliar els seus coneixements durant viatges per Europa i una estada a París. Per l'obtenció d'una càtedra a l'Escuela de Artes y Oficios de La Corunya l'any 1918 residí durant dos anys a Galícia, fins al seu trasllat a Barcelona, on estigué fins al 1934, quan s'establí definitivament a Madrid.
El 1926 guanya el Concurs Nacional d'Escultura en relleu. Exposa a diverses galeries i amb diferents grups com Els Evolucionistes, el Cercle Artístic de Sant Lluc, l'Associació d'Escultors i amb Amics de l'Art Nou (ADLAN), on comença la seva tendència al surrealisme.
El 1931 publicà un article titulat «Diseño de una configuración escolar» en la revista Arte, on proposava un pla estatal d'ensenyament artístic per infants, anomenat popularment «pla Ferrant», que defensava una formació no autoritària i basada en la llibertat d'expressió. Aquests plantejaments entroncaven amb els de l'Escola Nova i l'Associació d'Estudiants de la Llotja de Barcelona.
A partir del 1936 continuà amb la seva tasca artística, però amb grans dificultats econòmiques i ideològiques. A la fi dels anys 1940 s'uneix com a artista clau amb l'Escola d'Altamira, fundada per Mathias Goeritz. El 1960 obtingué el premi especial d'escultura a la XXX Biennal de Venècia.
Va ser mestre de l'escultora Margarida Sans i Jordi.
El 2015 es va incorporar obra seva a l'exposició temporal Del segon origen. Arts a Catalunya 1950-1977 que va tenir lloc al Museu Nacional d'Art de Catalunya, comissariada per Valentín Roma i Juan José Lahuerta.

## Anàlisi
Ferrant obrí el camí de la no figuració, renunciant a les tècniques tradicionals de l'escultura, i proposava l'ús de materials funcionals i industrials, extrets directament del seu entorn, que en deslliurar-se de la seva funció mecànica i ésser reordenats i combinats podien assolir valors purs i sensacions plàstiques properes al lirisme. Ferrant indicava el camí i la funció que havia de complir fonamentalment l'escultura, la funció animadora de l'espai.

## Obres
- 1926 La Escolar (Museo Patio Herreriano de Arte Contemporáneo Español, Valladolid)
- 1927 Llobregat (Museu Nacional d'Art de Catalunya, Barcelona)
- 1928 Media figura
- 1929 Palero
- 1929 Figura
- 1939 Cabeza de mujer
- 1932 Gitana
- 1939 Tauromaquia
- 1947 Muchacha con mantilla (Museo de Bellas Artes de Bilbao)
- 1958 Escultura cambiante (Museu d'Art Contemporani de Barcelona)
- 1961 Escultura homenatge a Ferran Casablancas (Escultura pública dins la font de la plaça de Ferran Casablancas, al districte de Sarrià-Sant Gervasi de Barcelona)
- Abstracte, a la Biblioteca Museu Víctor Balaguer[5]